# Greg Chandler

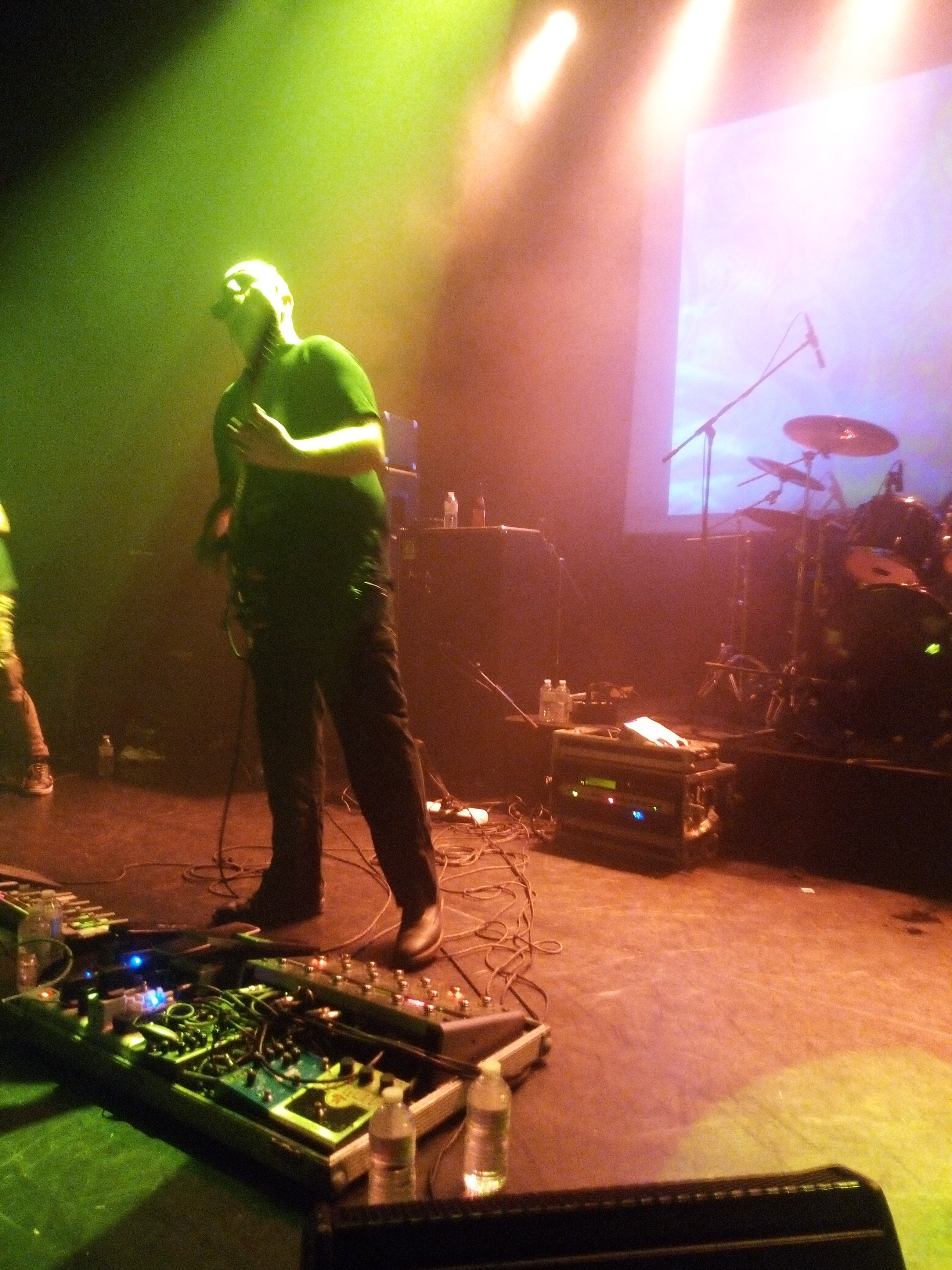
Greg Chandler, hier mit Esoteric im Jahr 2023 beim From Dusk Till Doom

Greg Chandler (geboren 17. Oktober 1973 in Birmingham) ist ein britischer Musiker, Sänger, Tontechniker, Musikproduzent und Tonstudiobetreiber.

## Werdegang
Seit 1992  ist Chandler als Sänger und Gitarrist der Bands Esoteric aktiv. Er ist das einzig seit Gründung beständige Mitglied der Gruppe. Dennoch negiert er selbst als kreativer Kopf zu fungieren. Seit dem Jahr 2011 als Gitarrist und Sänger der Gruppe Lychgate. Als Gastsänger, -keyboarder oder -gitarrist brachte er sich überwiegend bei Interpreten des Death Doom und Funeral Doom ein, darunter Ennui, My Silent Wake und Urna.
Im April 2006 übernahm Chandler als langjähriger Studiomanager und Toningenieur die Priory Recording Studios. Bereits das Esoteric-Album Subconscious Dissolution into the Continuum wurde dort aufgenommen. Nachkommend nutzte die Band die Räumlichkeiten häufiger zum Proben und beständig zum Aufnehmen aller weiterer Veröffentlichungen. Im Studio nahmen Interpreten wie Bethlehem, Pantheist, Wodensthrone, Fen, Corpus Diavolis, Grave Lines, My Silent Wake und Gutworm Alben, zumeist unter der produzierenden Leitung Chandlers auf. Neben der Produktion ist er häufig für das Mastering von Gruppen aus dem Doom- und Black-Metal-Umfeld verantwortlich. Darunter diverse Interpreten die von Aesthetic Death Records verlegt werden, unter anderem Ketch, Wijlen Wij, Whelm, Monads und Epitaphe. Neben dieser engen Kooperation mit Aesthetic Death Records nahmen auch Gruppen wie Ungfell, Suffer Yourself, Comatose Vigil, Mourning Beloveth oder Moss seine Dienste in Anspruch.
Trotz seiner Popularität im Extreme Metal begrenzte sich Chandler nicht und behielt Flexibilität bei. 

„Ein großer Teil meiner Arbeit ist zwar schon mit Metal-Bands, aber ich kooperiere auch mal mit Künstlern anderer Stile. Ich habe zwar keinen blassen Schimmer, an wie vielen Alben ich in all den Jahren beteiligt war, aber ich habe viel Unterschiedliches gemacht, was ich sehr cool fand, alles von Klassik bis Jazz-Fusion sowie Jive, Bhangra, Pop, Folk, Post-Rock, Metal, Rock, Trip-Hop, Dark Ambient, Psychedelic, Progressive, Grunge, Blues, Soul oder indische, afrikanische, südamerikanische, indonesische Musik und so weiter … Ich mag halt etwas Abwechslung, haha.“

## Diskografie (Auswahl)
| Als Bandmitglied Mit Esoteric Mit Lychgate Mit Self Hypnosis | Als Gastmusiker Gesang - 2010: Consummatum Est: Hypnagogia - 2011: (EchO): Devoid of Illusions Guitars - 2012: Indesinence: Vessels of Light and Decay - 2015: Macabre Omen: Gods of War – At War - 2015: Ennui: Falsvs Anno Domini - 2017: Tchornobog: Tchornobog Keyboard und Gesang - 2013: My Silent Wake: Silver Under Midnight - 2015: My Silent Wake: Damnatio Memoriae - 2018: My Silent Wake: There was Death | Produktion - 2004: Gutworm: Ruin the Memory - 2008: Adrenaline: Castrum Doloris - 2008: Pantheist: Journey Through Lands Unknown - 2011: (EchO): Devoid of Illusions - 2011: Camel of Doom: The Night After Time - 2014: Celestial Wish: Our Creation - 2015: Indesinence: III | Mastering - 2005: Moss: Cthonic Rites - 2007: Wijlen Wij: Wijlen Wij - 2011: Comatose Vigil: Fuimus, Non Sumus … - 2011: Walk Through Fire: Furthest from Heaven - 2011: Wreck of the Hesperus: Light Rotting Out - 2013: Mourning Beloveth: Formless - 2014: Suffer Yourself: Inner Sanctum - 2014: Shattered Hope: Waters of Lethe | - 2015: Whelm: A Gaze Blank and Pitiless as the Sun - 2016: Ketch: The Anthems of Dread - 2017: Monads: IVIIV - 2018: Ungfell: Mythen, Mären, Pestilenz - 2018: Who Dies in Siberian Slush: Intimate Death Experience - 2019: Epitaphe: I - 2019: The Cold View: Born Banished Beaten Broken Buried - 2020: Violență Domestică: Cephalaea - 2020: Descend into Despair: Opium - 2020: Convocation: Ashes Coalesce - 2021: Funeral Chasm: Omniversal Existence - 2022: Hallowed Butchery: Deathsongs from the Hymnal of the Church of the Final Pilgrimage - 2024: Föhn: Condescending |